# Universidade Bayero
Universidade Bayero (BUK) é uma universidade situada em Kano, na Nigéria. Foi fundada em 1977, quando foi renomeada de Bayero University College e passou de faculdade universitária a universidade. E a primeira universidade no estado de Kano

## História
A Universidade Bayero inicialmente tinha o nome Ahmadu Bello College, o colégio recebeu o nome do Primeiro Ministro do Norte da Nigéria, Ahmadu Bello. Foi fundado em janeiro de 1960 pelo Ministério da Educação do Norte da Nigéria, chefiado por Isa Kaita, para preparar titulares de certificados secundários para o G.C.E. e um nível-A em árabe, hauçá, história islâmica, estudos islâmicos e literatura inglesa.  Após a criação da Universidade Ahmadu Bello em Zaria, Estado de Kaduna, o Ahmadu Bello College foi renomeado para Abdullahi Bayero College, em homenagem a Abdullahi Bayero, emir de Kano e logo depois tornou-se uma faculdade da nova universidade.
Inicialmente localizado nos terrenos da Escola de Estudos Árabes, perto do palácio do Emir, o colégio mudou-se para um local no antigo Kano Airport Hotel, onde permaneceu até março de 1968, quando se mudou para Kano Ocidental para dar lugar a um hospital militar (a Guerra Civil da Nigéria tendo começado no ano anterior). Os primeiros alunos começaram seus estudos em fevereiro de 1964 e se formaram em julho de 1966.
Em 1975, o colégio tornou-se um colégio universitário e passou a se chamar Bayero University College, com Mahmud Tukur como diretor. Em 1977, o status foi novamente alterado para o da universidade, e a Universidade Bayero tornou-se o nome; Tukur tornou-se vice-chanceler. Em 1980, a universidade deixou de funcionar como uma faculdade de sua contraparte em Zaria.

## Seções acadêmicas
Tem faculdades de Ciências da Saúde, Agricultura, Artes e Estudos Islâmicos, Ciências Clínicas, Educação, Engenharia, Direito, Ciências, Terra e Estudos Ambientais, Farmácia, Ciências Sociais, Gestão e a recente Faculdade de Ciência da Computação e Tecnologia da Informação. Centros de Pesquisa incluem: Centro de Pesquisa Médica Avançada, centro de doenças infecciosas, centro de Estudos de Gênero, Centro de Estudos Islâmicos, Centro de Agricultura Seca, Centro de Pesquisa de Biotecnologia, Centro de Energia Renovável e Centro para o Estudo de Línguas nigerianas entre outros. A universidade também abriga o Instituto Internacional de Bancos e Finanças Islâmicos (IIIBF), o único no país. Está localizada a aproximadamente 12,8 quilômetros (aproximadamente 8 milhas) da cidade ao longo da estrada de Kano-Gwarzo.

## Personalidades

### Faculdade notáveis
- Stewart Brown
- Reginald Cline-Cole
- Abdulrazak Gurnah
- Abdalla Uba Adamu

### Alunos notáveis
- Zaynab Alkali, renomado autor[4]
- Mansur Dan Ali, Ministro da Defesa
- Farouk Lawan, político
- Moses Ochonu, historiador, autor
- Yushau Shuaib, autor
- Ahmad Sani Yerima, ex-governador do estado de Zamfara
- Ibrahim Sheme, romancista, jornalista, editor
- Farooq Kperogi, autor, colunista, professor de jornalismo na Kennesaw State University
- Jamila Tangaza, jornalista, ex-chefe da BBC Hauçá
- Rabia Salihu Sa'id, físico
- Mukhtar Shehu Idris, político, governador eleito do estado de Zamfara

### Titulares de graus honorários
- Abdullahi Bayero
- Murtala Mohammed
- Yusuf Maitama Sule
- Yayale Ahmed
- Nelson Mandela
- Muammar Gaddafi
- Theophilus Danjuma